# Libenice
Libenice település Csehországban, a Kolíni járásban. Libenice Starý Kolín, Grunta, Nebovidy, Červené Pečky, Kutná Hora, Miskovice és Hlízov településekkel határos. Lakosainak száma 316 fő (2024. január 1.).

## Népesség
A település lakosságának változását az alábbi diagram mutatja:
| Lakosok száma | 487  | 616  | 539  | 399  | 274  | 260  | 330  | 319  | 307  | 316  |
|               | 1869 | 1890 | 1921 | 1950 | 1980 | 2001 | 2017 | 2019 | 2022 | 2024 |